# Ramon Vega
Ramon Vega (Olten, Solothurn kanton, 1971. június 14. –) svájci válogatott labdarúgó.
A svájci válogatott tagjaként részt vett az 1996-os Európa-bajnokságon.

## Sikerei, díjai
Grasshoppers
- Svájci bajnok (3): 1990–91, 1994–95, 1995–96
- Svájci kupa (1): 1993–94

Tottenham
- Angol ligakupa (1): 1998–99

Celtic
- Skót bajnok (1): 2000–01
- Skót kupa (1): 2000–01
- Skót ligakupa (1): 2000–01